# 45.º governo republicano (Portugal)
O 45.º e último governo da Primeira República Portuguesa nomeado a 17 de dezembro de 1925 e exonerado a 30 de maio de 1926, após o golpe militar de 28 de maio de 1926, foi liderado por António Maria da Silva.
A sua constituição era a seguinte:
| Cargo                               | Detentor | Detentor                                      | Período                                     |
| ----------------------------------- | -------- | --------------------------------------------- | ------------------------------------------- |
| Presidente do Ministério            |          | António Maria da Silva (1872–1950)            | 17 de dezembro de 1925 a 30 de maio de 1926 |
| Ministro do Interior                |          | António Maria da Silva (1872–1950)            | 17 de dezembro de 1925 a 30 de maio de 1926 |
| Ministro da Justiça e dos Cultos    |          | João Catanho de Meneses (1854–1942)           | 17 de dezembro de 1925 a 30 de maio de 1926 |
| Ministro das Finanças               |          | Armando Marques Guedes (1886–1958)            | 17 de dezembro de 1925 a 30 de maio de 1926 |
| Ministro da Guerra                  |          | José de Mascarenhas (1881–1949)               | 17 de dezembro de 1925 a 30 de maio de 1926 |
| Ministro da Marinha                 |          | Fernando Augusto Pereira da Silva (1871–1943) | 17 de dezembro de 1925 a 30 de maio de 1926 |
| Ministro dos Negócios Estrangeiros  |          | Vasco Borges (1882–1942)                      | 17 de dezembro de 1925 a 30 de maio de 1926 |
| Ministro do Comércio e Comunicações |          | Manuel Gaspar de Lemos (1874–1967)            | 17 de dezembro de 1925 a 30 de maio de 1926 |
| Ministro das Colónias               |          | Ernesto Vieira da Rocha (1872–1952)           | 17 de dezembro de 1925 a 30 de maio de 1926 |
| Ministro da Instrução Pública       |          | Eduardo Santos Silva (1879–1960)              | 17 de dezembro de 1925 a 30 de maio de 1926 |
| Ministro da Agricultura             |          | António Alberto Torres Garcia (1889–1937)     | 17 de dezembro de 1925 a 30 de maio de 1926 |